# Лангман, Елеазар Михайлович
Елеазар Михайлович Лангман (1895, Одесса — 1940, Москва) — советский фотожурналист.

## Биография
Елеазар Лангман родился в Одессе в 1895 году. Племянник архитектора Аркадия Лангмана.
Учился в Одесском художественном училище, Харьковском политехническом институте и Московской консерватории по классу скрипки.
Пришёл к фотографии поздно, до этого играл в оркестрах, выступал с концертами, руководил бригадой неотложной помощи на железной дороге, работал помощником архитектора, проектировавшего стадион «Динамо» в Москве…
Весь его предыдущий опыт пригодились в новой профессии: фотография.
В качестве фотографа был членом группы «Октябрь», считал себя учеником Александра Родченко и Бориса Игнатовича.
Работал в знаменитой «Бригаде Игнатовича».
Много сотрудничал с газетой «Вечерняя Москва».
Умер в Москве в 1940 году.

Действительность каждодневно дает нашему фоторепортажу замечательные сюжеты для съемок, и нет никакой необходимости прибегать к инсценировкам, к использованию реквизита из плакатов, патефонов, фикусов и прочих аксессуаров, как это делают некоторые фоторепортеры, желая, например, показать в снимках зажиточную жизнь. ЕЛ